# Plan Pei
Le « Plan Pei » (en anglais : Pei Plan) est un projet de réaménagement urbain conçu pour le centre-ville d'Oklahoma City dans l'Oklahoma, dans les années 1960 et 1970. C'est le nom informel de deux commissions liées à Pei — à savoir le Central Business District General Neighborhood Renewal Plan dont la conception se termine en 1964 et le Central Business District Project I-A Development Plan dont la conception se termine en 1966. Il est officiellement adopté en 1965 et mis en œuvre en plusieurs phases tout au long des années 1960 et 1970. Il porte le nom de l'architecte américain Ieoh Ming Pei.

## Description
Le plan prévoit la démolition de centaines de structures anciennes du centre-ville pour favoriser le stationnement, la création d'immeubles de bureaux et des commerces de détail, en plus de projets publics comme le Myriad Convention Center (désormais appelé Cox Convention Center) et les Myriad Botanical Gardens. C'est un modèle à suivre pour le développement du centre-ville d'Oklahoma City depuis sa création dans les années 1970.
Le plan génère des résultats mitigés, réussissant largement le développement de surfaces commerciales et de l'infrastructure de stationnement, mais pêchant dans son développement résidentiel attendu. L'opinion publique est surtout marquée par la destruction de plusieurs bâtiments historiques. En conséquence, l'administration d'Oklahoma City évite la planification urbaine à grande échelle du centre-ville tout au long des années 1980 et au début des années 1990 jusqu'au passage du Metropolitan Area Projects Plan (MAPS) en 1993.